# Прецедентные тексты
Прецедентные тексты — тексты, на которые ссылаются многие, поскольку считают их важными для данной культуры.
Прецедентные тексты — стихийно или сознательно отобранные тексты, которые рассматриваются как общеизвестные в конкретной речевой культуре и которые допускают в этой связи особые формы их использования.
Изучаются в российской психолингвистике.
Под прецедентным текстом понимается законченный и самодостаточный продукт речемыслительной деятельности, полипредикативная единица; сложный знак, сумма значений компонентов которого не равна его смыслу; прецедентный текст хорошо знаком любому среднему члену лингвокультурного сообщества, в когнитивную базу которого входит инвариант его восприятия, обращение к нему многократно возобновляется в процессе коммуникации через связанные с этим текстом высказывания или символы, которые являются прецедентными феноменами.
При узком понимании этого термина к прецедентным текстам относят:
- общеизвестные цитаты (крылатые выражения) типа Счастливые часов не наблюдают; Молилась ли ты на ночь, Дездемона?; Отчего люди не летают?; Лучше меньше, да лучше; Жди меня, и я вернусь;
- строки из популярных песен типа «У природы нет плохой погоды», «Вот новый поворот»; реплики героев кинофильмов, например: «Надо, Федя, надо»;
- названия произведений (и не только литературных): «Луч света в тёмном царстве», «Дети Арбата», «Тришкин кафтан», «Не ждали» (название картины И.Е. Репина), «Лунная соната» (название музыкального произведения Л. ван Бетховена), «Кавказская пленница» (название кинофильма Л. Гайдая); названия популярных телепередач: «Очевидное - невероятное», «Поле чудес» и так далее;
- т. н. прецедентные имена – имена писателей, художников, учёных, политических деятелей, спортсменов и так далее: Пушкин, Екатерина Великая, Левитан, Эйнштейн, Шумахер, а также имена литературных и фольклорных героев: Татьяна Ларина, Гамлет, Офелия, Конёк Горбунок, Василиса Прекрасная, Кощей и так далее.
- При широкой трактовке термина в состав прецедентных текстов включают ещё и фразеологизмы, пословицы и поговорки, а также разного рода клише типа занять первое место; свобода, равенство, братство; отдельные недостатки; кто последний? и так далее.